# Maud Worcester Makemson
Maud Worcester Makemson (Center Harbor, New Hampshire, 16 de septiembre de 1891 - Weatherford, Texas, 25 de diciembre de 1977) fue una especialista en arqueoastronomía. Dirigió el Observatorio Vassar College durante el periodo 1936-1957, sustituyendo así a Caroline Furness. Se interesó por el conocimmiento astronómico no occidental, tema sobre el que escribió una serie de monografías, colaborando también con Robert M. L. Baker, Jr. Además, trabajó en selenografía y desarrolló un sistema para que los astronautas ubicaran con precisión su posición sobre la Luna. Durante sus 86 años de vida logró con éxito la transición de ama de casa a profesora de astronomía y posteriormente a consultora para la NASA. Durante una época, fue profesora de astronomía de Vera Rubin, astrónoma estadounidense pionera en la medición de la rotación de las estrellas dentro de una galaxia.

## Biografía
Nació con el nombre de Maud Lavon Worcester en 1981 en Center Harbor, New Hampshire, siendo hija de Ira Eugene y Fannie Malvina (Davisson como apellido de soltera) Worcester. Estudió a los clásicos en la "Boston Girls Latin School", graduándose en 1908, y posteriormente en el Radcliffe College. Se familiarizó con el latín, griego, francés, alemán, español, italiano, japonés y chino. Tras pasar un año en Radcliffe, empezó una etapa en la que se dedicó a enseñar en una escuela rural de una sola aula en Sharon, Connecticut.
En 1911, se mudó junto con su familia a un rancho en Pasadena, California, donde conoció al granjero Thomas Emmet Makemson, con quien se casó en 1912, para posteriormente mudarse con él a Arizona. En los primeros años de matrimonio, la pareja tuvo una hija (Lavon, nacida en 1913) y dos hijos (Donald, nacido en 1915 y Harris, nacido en 1917). Se aventuró en una carrera como escritora, convirtiéndose en reportera de la Gaceta de Arizona en Phoenix, en 1918, al mismo tiempo que su marido se unía al Cuerpo de Marines de Estados Unidos. En ese año, publicó dos obras originales. En 1919, ella y Thomas se divorciaron.
Su interés por la astronomía, y el cambio en su vida, surgió en 1921, cuando Maud presenció una rara exhibición de auroras en Arizona, lo que le llevó a comenzar sus estudios de astronomía. Ese año se mudó a California, donde se convirtió en profesora, enseñando cuarto grado en Riverside. Posteriormente, se mudó de nuevo, esta vez para estar cerca del rancho de su madre y su padre, dedicándose en esta etapa a enseñar cuarto grado en Palmdale. Durante este tiempo, completó su educación formal mediante cursos de correspondencia con la Universidad de California. También comenzó un curso de correspondencia en astronomía en 1922. En un curso de verano en 1923 en la Universidad de California, estudió geometría analítica, escritura de ensayos y periodismo. Una visita durante ese verano al observatorio "MT. Wilson" en Pasadena, la convencieron de estudiar astronomía. Primero por su cuenta, y más adelante en la Universidad de California, donde recibió el título de bachiller en 1925, el máster en 1927, y el doctorado en 1930. De 1930 a 1931 trabajó como instructora de astronomía en la Universidad de California, y de 1931 a 1932 estuvo enseñando matemáticas y astronomía en Rollins College, en Winter Park, Florida.  Posteriormente, entraría en la facultad del "Vassar College" como profesora asistente de astronomía, para convertirse más adelante en presidenta del departamento de astronomía y directora del observatorio. Permaneció un cuarto de siglo en el "Vassar College", siendo la primera persona miembra de la facultad de astronomía que no había sido estudiante de Maria Mitchell. Se retiró en 1957, siendo directora del observatorio del centro desde 1936, presidenta del departamento de astronomía desde 1941 y profesora titular desde 1944.
Al retirarse como profesora, regresó a California, y enseñó astronomía y astrodinámica en UCLA y en 1960 fue coautora con Robert M. Baker del libro "Introducción a la astrodinámica". La colaboración con Baker llevó a Maud  (ya profesora, periodista, astrónoma, directora de observatorio y antropóloga) a otra carrera más, investigación espacial con los Laboratorios de Investigación Aplicada de Dinámica General en Fort Worth, Texas. Como consultora del programa de exploración lunar de la NASA, Maud ayudó a resolver un problema crítico para los astronautas, publicado en la revista internacional "The Moon" con el nombre de "Determinación de posiciones selenográficas", en 1971. Fue un método aproximado para determinar la latitud y longitud selenográficas a partir de las altitudes de las estrellas observadas desde la superficie de la Luna. Un hallazgo cuya necesidad prñactica parecía remota, pero que con el tiempo se convirtió en un factor esencial en cada estudio selenodético. La esfera estelar lunar, con un giro imperceptible, proporciona un sistema de referencia siempre disponible y que nunca se oscurece por las perturbaciones atmosféricas o por la luz solar difusa. Pero los astronautas del Apolo informaron que, al estar sobre la superficie de la Luna no podían ver las estrellas, excepto con algo de ayuda óptica. La solución que planteó Maud al problema (en 1964-1965) se convirtió en una forma de que los astronautas determinaran sus posiciones en la Luna cuando no podían usar la radio o el radar. Podían ingresar las coordenadas de tres o más estrellas en una computadora y un programa convertiría las coordenas geocéntricas o centradas en la tierra en un mapa selenocéntrico o basado en la luna.
En Vassar, Maud tuvo un gran compromiso con su alumnado. Calcularon las órbitas de una docena de planetas menores, uno de los cuales pasó a llamarse "Vassar" y otro "Maria Mitchell". Una de sus alumnas, Vera Rubin, ampliamente reconocida como la formuladora del concepto de "materia oscura", la recuerda como "una maestra muy minuciosa, que exigía un trabajo de alta calidad a cambio. Podía ser muy franca si el trabajo no estaba a la altura de sus estándares". Además, Vera Rubin reconoce que Mauda realizaba un gran esfuerzo para conocer a su alumnado, con una serie de reuniones en su departamento durante todo el año, en las que los juegos de palabras y los juegos de números jugaban un papel destacado. En una ocasión llevó a Vera y un compañero de cuarto al circo.
Maud murió el 25 de diciembre de 1977 en Weatherford, Texas, sobreviviéndole a ella a su hijo, Donald Worcester, profesor de historia en la Universidad de Texas. Fue miembra de la "American Astronomical Society", la "Association for Advancement of Science (AAS)" y la "American Association of Variable Star Observers (AAVSO)". También fue miembra de la Asociación de Profesores Universitarios (AAUP) y de Las Hijas de la Revolución Americana (DAR).

## Principales contribuciones
En 1935 abordó uno de los misterios astronómicos existentes mientras estaba en Hawái. Según la leyendo local, en 1736, la noche en la que nació el rey Kamehameha I de Haway, una nueva y misteriosa estrella, más tarde conocida como Kokoiki, barrió los cielos. Maud, trabajando a partir de los relatos precisos transcritos de fuentes no escritas y contradiciendo la leyenda justo cuando los hawaianos preparaban el bicentenario del evento, concluyó que la estrella en realidad el cometa Halley, que habría sido visible exactamente desde la ubicación anotada el 1 de diciembre de 1758. La Sociedad Histórica de Hawái publicó "La leyenda de Kokoiki y el cumpleaños de Kamehameha I" de Worcester en su informe anual de 1935, aunque la fecha del nacimiento del rey sigue sin resolverse.
Durante los años 1941-1942, Maud realizó una beca Guggenheim para el estudio de la astronomía maya. Las Tablas astronómicas de los mayas fueron publicadas en 1943 por el "Carnegie Institute de Washington DC". Su publicación "The Maya Correlation Problem", de 1946, demostró la correlación entre el antiguo calendario maya los calendarios juliano y gregoriano. En 1948, siguió el tema en la Universidad de Florida y en la Universidad de California. Con "El libro del sacerdote Jaguar", de 1951, presentó su controvertida traducción del "Libro de Chilam Balam de Tizimin" del siglo XVI, uno de los únicos registros sobrevivientes del pueblo itza de la península de Yucatán, junto con una discusión de los descubrimientos de la astronomía y la mitología maya.
En 1954 publicó un artículo en el "Journal of Bible and Religion" llamado "Astronomy in Primitive Religion", en el que extendió su especulación sobre el poder de la astronomía primitiva en la creencia antigua. En este trabajo, cuenta una historia de un pasado lejano cuando la religión incluía la adoración de los cuerpos celestes, con evidencia en China, Mesopotamia, la antigua Roma, Grecia y Egipto. Maud se basó en el trabajo del arqueólogo pionero francés Marcel Baudouin al analizar un mapa de las estrellas de la Osa Mayor y de Bootes incisos en un amuleto de erizo de mar fosilizado, que data de la Edad de Piedra del norte de Europa. Maud afirmaba que la representación de la Osa Mayor en el amuleto era notable por dos razones: primero porque las posiciones relativas de las estrellas apuntan a una antigüedad muy grande para el amuleto; y segundo, porque el grabador se había esforzado por indicar la diferencia en el brillo de las estrellas, al variar el tamaño de las cavidades.
Maud ayudó a resolver un problema crítico para los astronautas, publicado en la revista internacional "The Moon" con el nombre de "Determinación de posiciones selenográficas", en 1971. Fue un método aproximado para determinar la latitud y longitud selenográficas a partir de las altitudes de las estrellas observadas desde la superficie de la Luna. Se convirtió en una forma de que los astronautas determinaran sus posiciones en la Luna cuando no podían usar la radio o el radar. Podían ingresar las coordenadas de tres o más estrellas en una computadora y un programa convertiría las coordenas geocéntricas o centradas en la tierra en un mapa selenocéntrico o basado en la luna.

## Publicaciones
Escribió monografías sobre el conocimiento astronómico no occidental:
- "The Morning Star Rises: An Account of Polynesian Astronomy" en 1941
- "The Astronomical Tables of the Maya" en 1943
- "The Maya Correlation Problem" en 1946
- "The Book of the Jaguar Priest" en 1951 (una traducción de un texto del siglo XVI).

En colaboración con el físico Robert M. L. Baker, Jr. escribió la monografía "Introduction to Astrodynamics" (1960).